# Kathedrale von Tortosa

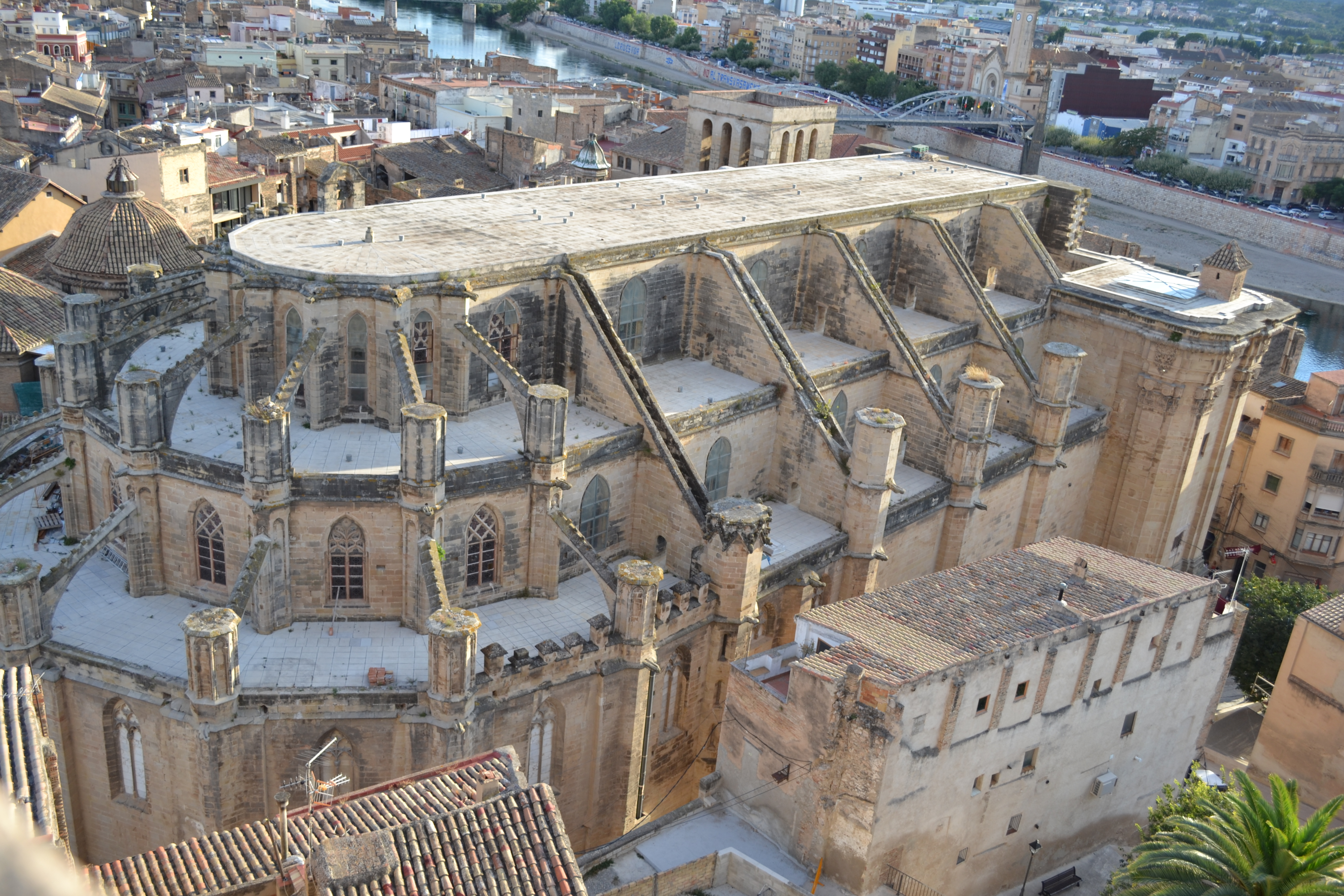
Kathedrale von Tortosa

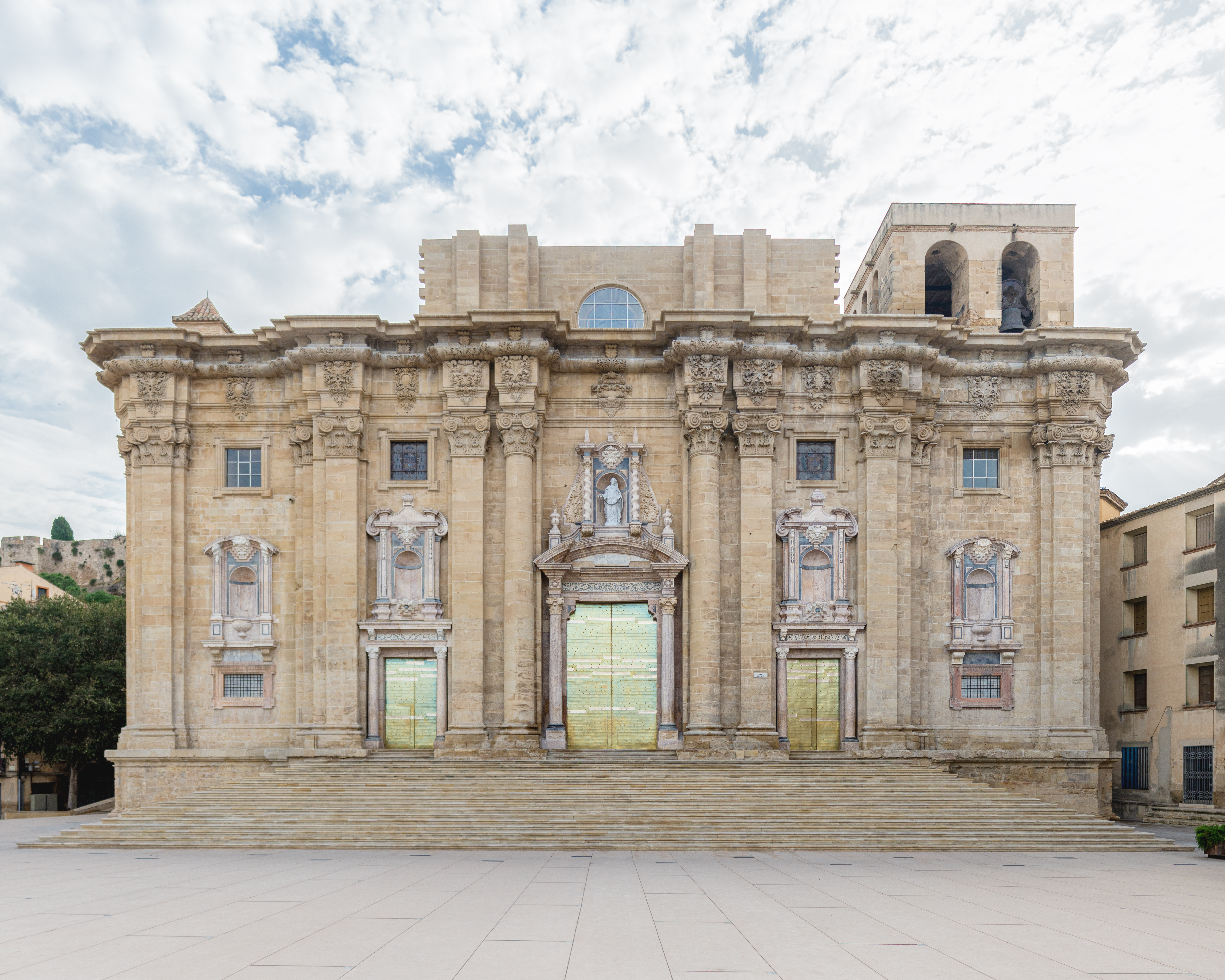
Restaurierte Fassade

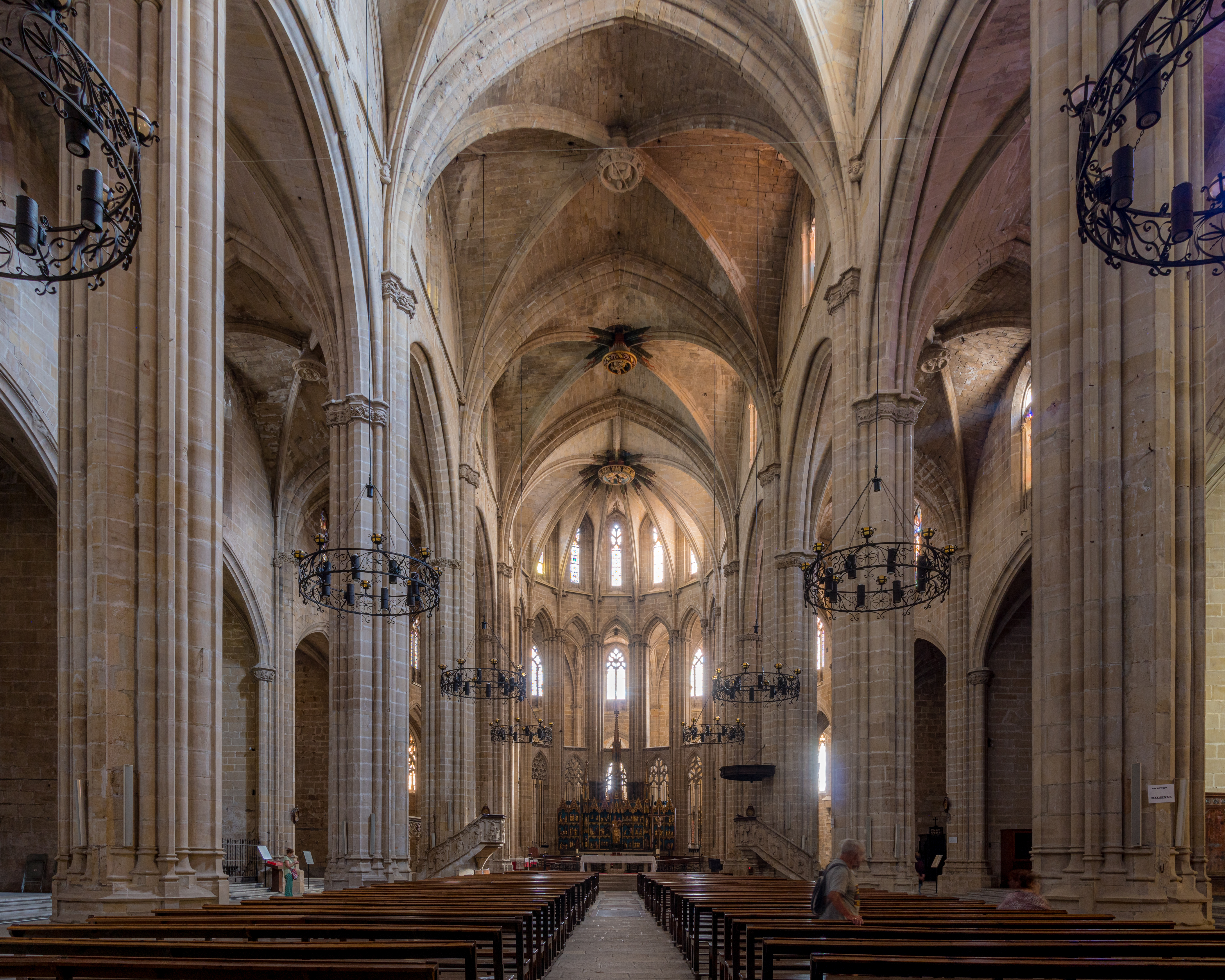
Innenraum

Die Kathedrale von Tortosa oder die Kathedralbasilika St. Marien (katalanisch Catedral de Santa Maria) ist eine Kirche in Tortosa in der spanischen Provinz Tarragona. Die Marienkathedrale des Bistums Tortosa wurde zwischen 1347 und 1597 im Stil der Gotik errichtet, sie ist seit 1906 als Bien de Interés Cultural denkmalgeschützt und erhielt 1919 den Rang einer Basilica minor.

## Geschichte
In der Geschichte Tortosas folgten an der Stelle des antiken Forum Romanums eine kleine westgotische Kirche und nach der islamischen Eroberung eine Moschee. Diese wurde nach der Reconquista 1148 durch Raimund Berengar IV. mit den umliegenden Gebäuden dem Bischof übergeben und zur Kathedrale mit einem Kloster der Augustiner-Chorherren umgewandelt, aus deren Reihen bis 1369 die Bischöfe gewählt wurden, 1772 wurde das Kloster säkularisiert. Zwischen 1158 und 1178 wurde eine romanische Kathedrale auf einem kreuzförmigen Grundriss errichtet, von der nur mehr der benachbarte gotische Kreuzgang erhalten ist.
Im Mai 1347 wurde der Grundstein der gotischen Kathedrale gelegt. Nach Plänen von Benito Dalguayre begann der Bau mit der Apsis und dauerte lange an. Die Radialkapellen wurden etwa 1400 fertiggestellt, der Altar wurde 1441 geweiht. 1487 konnte das Gewölbe des ersten Jochs nach dem Chor fertiggestellt werden. 1597 fand ohne Abschluss der Bauarbeiten die Kirchweihe statt. 1620 begann die barocke Gestaltung der Fassade, die Mitte des 18. Jahrhunderts ohne Abschluss beendet wurde. 2015 wurde die letzte Restaurierung abgeschlossen.

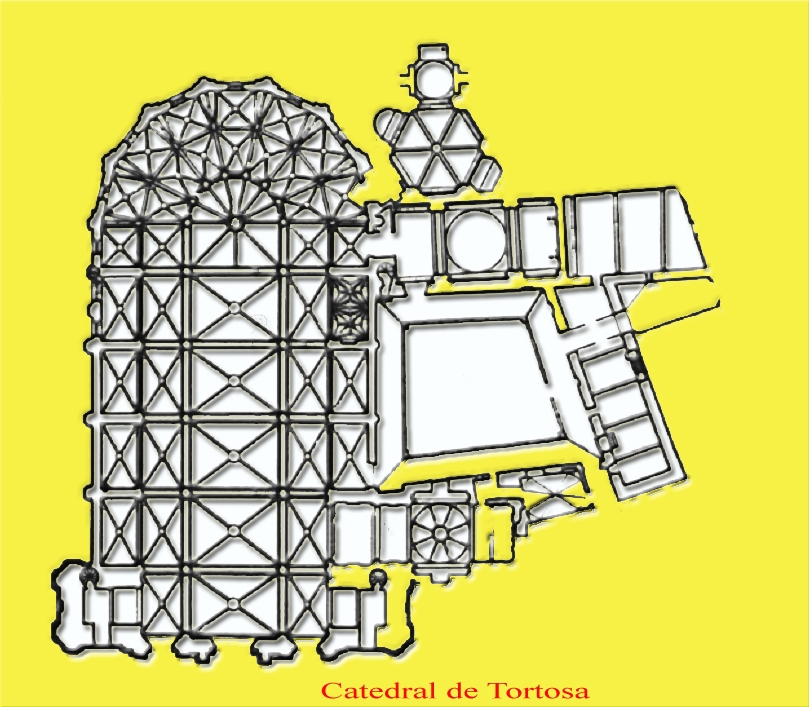
Grundriss

## Architektur
Die Kathedrale wurde als dreischiffige Basilika mit seitlichen Kapellen errichtet und besitzt kein Querschiff. Die Seitenschiffe gehen direkt in den Chorumgang mit neun radial angeordneten Kapellen über, die wegen fehlender Zwischenwände einen zweiten Umgang bilden. Dadurch ergeben sich gestaffelt drei Reihen schmaler Buntglasfenster. Die älteren Seitenkapellen erhielten noch Kreuzrippengewölbe, spätere Tonnengewölbe mit Kassettenstruktur. Auf der rechten Seite des Eingangs steht der Glockenturm. Um die Kirche wurde ein Strebewerk errichtet.

## Ausstattung
Das hölzerne Retabel des Hauptaltars Maria Stern beeindruckt mit seinen Malereien aus dem 14. Jahrhundert und stellt verschiedene Geschichten von Jesus und Maria dar. Im Baptisterium steht das Taufbecken aus dem 15. Jahrhundert mit einer Plakette Benedikt XIII. Der Altar der Verklärung aus der 2. Hälfte des 15. Jahrhunderts wird der Werkstatt Jaume Huguet zugeschrieben, er wurde aus einer der Radialkapelle in das Refektorium versetzt. Das Chorgestühl im Renaissancestil von Cristóbal de Salamanca wurde Ende des 16. Jahrhunderts geschaffen und steht heute im alten Dormitorium des Klosters.